# Lijst van dvd's van De Smurfen
Hieronder is een lijst van dvd's met afleveringen uit de televisiereeks De Smurfen die in het Nederlands zijn verschenen. Per titel zijn ook de afleveringen vermeld.
Dieren (2008)
1. Sint Smurfis en de draak
2. De Smurfen en de Krwakakrwa
3. Het recept voor Puppy
4. Op smurf naar de Eenhoorn

Feesten (2008)
1. Het paasfeest van de Smurfen
2. Slaap smurfje slaap
3. Smurf me geen bloemen
4. Brillies wijze feest
5. Denise' slaapfeestje

Feest (2008)
1. Het paasfeest van de Smurfen
2. Gelukkig Smurffeest
3. Brillies wijze feest
4. Denise' slaapfeestje

Muziek (2008)
1. Symfonie in C-Smurf
2. Muzieksmurf steelt de show
3. De toveroorbellen
4. Waar een Smurf is, is een wil
5. Een kleuterdeuntje
6. Dansende beren

Magie (2008)
1. Smurfenstreken
2. Een reuze plaaggeest
3. Behekst, bedrogen en besmurft
4. Het ei en de Smurfen
5. De toverstok

Kerstmis (2008) / Kerst In Smurfendorp (2013)
1. Gelukkig Smurffeest
2. Baby's eerste Kerstfeest
3. Het Smurfen Kerstfeest

Griezelen (2008)
1. De Spooksmurf
2. De houthakkers
3. De versteende smurfen
4. De spokensmurfers
5. Een smurfig Allerheiligen

Monsters (2008)
1. De verschrikkelijke sneeuwman
2. Het monster van Smurf-Ness
3. Babysmurf bij de wrattenmonsters
4. Gargamels reus
5. De monster smurfen

Smullen (2008)
1. Smurfensoep
2. Smulpap Smulsmurf
3. De laatste smurfbei
4. De Gemberkoek Smurfen

Toveren (2008)
1. De toveroorbellen
2. De toverrammelaar
3. De tovernaald van de kleermaker
4. Baby's toverluier
5. De betoverde veer

Verjaardag (2008)
1. De Ruimtesmurf
2. Pirrewiet maakt bokkesprongen
3. Het Mistmoeras
4. Koningin Smurfin

Smurfenstreken (2009, 2015)
1. Smurfenstreken
2. Het vergrootmengseltje
3. Smurf van winkel
4. Geen tijd voor Smurfen
5. De mantel van Lolsmurf
6. De pop van Driftige

Allemaal Smurfen (2009)
1. Dichtersmurf en Schildersmurf
2. Zustersmurf
3. De schaduw van Lolsmurf
4. Potige en de smurfstoel
5. Hippe op avontuur

Smurfenavonturen (2009)
1. De smurf fontein
2. De smurfen op zee
3. Op zoek naar de smurfensteen
4. De Chinese reiziger

Smurfen verliefd (2009)
1. Mijn smurfse Valentijndag
2. Knutsel is verliefd
3. Een Smurfenliefde
4. Wild op Smurfin

Dol op Babysmurf (2009)
1. Eens met blauwe maan
2. Babysmurf is weg
3. Een dier voor Babysmurf
4. Een circus voor Babysmurf

Winterpret (2009)
1. De Supersmurf
2. Verkleumt en versmurft
3. Reis naar het midden van de smurf
4. De toverzak van de kerstman
5. Het is een smurfig leven

Op stap met Smurfin (2009, 2015)
1. De Smurfin
2. De Smurfenkleurenbril
3. De Smurfen in vuur en vlam
4. De lokken van de Smurfin

Grote Smurf weet raad (2010)
1. Zorgen zorgen zorgen
2. Grote smurfs vrije dag
3. Grote smurf grote smurf
4. Vaderdag kado
5. Een dag lang grote

Pas op voor Gargamel (2010)
1. Gargamel de barmhartige
2. Om Gargamel een plezier te doen
3. De gevleugelde tovenaar
4. Gargamels nieuwe baan
5. Gargamels tweede jeugd

Daar is de lente! (2010)
1. 1 aprilsmurf
2. De gouden smurfenprijs
3. Vergeet me smurf
4. Cowboy smurf
5. Voorspelbare Smurfen

Het is vakantie! (2010)
1. De slechtweer smurf
2. Het versmurfte paradijs
3. De smurfische spelen
4. Smurfbreukelingen
5. Het smurfen café

Smurfendorp op stelten (2010)
1. De pluizenplaag
2. De paarse Smurfen
3. De appel valt niet ver van de smurf
4. Smurf alarm
5. Puppy's training
6. De dorpsvandaal

Een smurfige vondst (2010, 2017)
1. Een robotsmurf
2. Wie verspilt, versmurft
3. Smurfomatische smurfolator
4. Smurfmobiel heeft toekomst
5. Plaatjes smurfen

Smullende Smurfen (2010, 2015)
1. De onderaardse Smurfen
2. Smul lust er wel pap van
3. Snoep verstandig
4. Een licht ontbijt van Smulsmurf
5. De rode kwaker

Smurfige vrienden (2010)
1. De ene goeie dienst is de andere waard
2. Beter een goede buursmurf dan...
3. Een potig hart
4. Een knuffel voor Mopper
5. De smurfigste aller vrienden
6. De vriend van Bolle Gijs

Op zoek naar de Smurfgraal (2010)
1. De Smurfgraal Deel 1
2. De Smurfgraal Deel 2
3. De Smurfgraal Deel 3

Verhalen van Opa en Oma (2011)
1. Een lang verhaal van Opa
2. Pronken met Opa's veren
3. Oma's manier
4. Een huis voor Oma

Terug in de tijd: de oertijd (2011)
1. Smurfen uit de oertijd
2. Gevangen in de tijd
3. Oersmurfen
4. Piratensmurfen

Op avontuur met Wilde en Hippe (2011)
1. Het wilde Smurfenleven - deel 1
2. Agatha's haargroeimiddel
3. Potige's rivaal
4. Een huis vol spiegels
5. Hippe's beste vriend

Reuzepret met Bolle Gijs (2011)
1. Wie zijn neus schendt
2. Bolle Gijs Smurf
3. Bolle Gijs leert manieren
4. De tijdreis van Gargamel
5. Oppassen op Bolle Gert
6. De huisgenoot van Bolle Gijs

Terug in de tijd - Op avontuur bij de Grieken en de Romeinen (2011)
1. Trojaanse Smurfen
2. De Smurfenodyssee
3. De pizza wedstrijd
4. Vakantie in Rome

De Kleutersmurfen (2011)
1. De Kleutersmurfen
2. Een wandeling met Smurfin
3. De klikkende Smurfen
4. Het meest onsmurfige spel
5. Tijd te kort

Smurfenfratsen (2011)
1. De grappendoos van Lolsmurf
2. Hemelse Smurfen
3. Het grapjesbot van Lolsmurf
4. Wie het laatste smurft ...
5. Lolsmurf's lolbroek
6. Gargamel's testament

Terug in de tijd - het Verre Oosten (2011)
1. Het gelukskoekje
2. De kleine keizer
3. Karate Klungel
4. De grote slaper

Oeioei, Smurfen in de knoei (2011)
1. De klaplowie spreuk
2. Oei oei, Smurfen in de knoei
3. Smurf kleef aan
4. De overstroming
5. Smurfenmunten

Dierenvrienden (2012)
1. Piepiep
2. Puppy
3. Brilsmurf, vriend van alle dieren
4. Wie zorgt er voor Puppy
5. Een mini probleempje
6. Een valse vogel

Smurfentoneel (2012)
1. De Avonturen Van Robin Smurf
2. De 3 Smurfketiers
3. De Wereld Is Een Smurftoneel
4. De Gargamel Pop

Feeën en elfjes (2013)
1. Eind goed al goed
2. Smurfen in gebarentaal
3. Stop en smurf de rozen
4. De wilgenkatelfen

Leve Smurfin (2013)
1. De Smurfin trekt de stoute schoenen aan
2. De Smurfin-roos
3. Slechte Smurfin
4. Smurfins wensster

Op wereldreis (2013)
1. Een monument voor Mopper
2. Een driftige vis
3. De Smoegelfamilie
4. De Kleuteropa
5. Smurfen met curry

Sport en spel (2013)
1. Dol of golfen
2. De modderworstelaars
3. Moppersmurf gaat zwemmen
4. Smurfen op wielen
5. Het Monster van Smurf-ness

Prinsen en prinsessen (2014)
1. Koning smurf
2. Het edele hert
3. De smurf die koning wilde zijn
4. Prins smurf
5. Lang leve brilsmurf

Toveren en griezelen (2014)
1. Wie het laatst lacht
2. De tovernaald van de kleermaker
3. De spokensmurfers
4. Dingen die 's nachts smurf doen
5. Greintje en het grote toverboek

Avonturen van Baby Smurf (2014)
1. Baby's eerste woord
2. De oppas past niet op
3. Babysmurf bij de wrattenmonsters
4. Baby's toverluier
5. Baby's wonderlijke speeltje

Beestenboel (2014)
1. De afvallige smurf
2. Het oranje paardje met de gouden hoefijzers
3. De overstroming
4. Een smurfig huisdier

Waar is dat feestje? (2014)
1. Het draakje van Kibbel kasteel
2. Smurfen houden van smurfen
3. De speldenknop Smurfen
4. Oerwoud bibbers
5. Graag of helemaal niet
6. Apenstreken

Liefde voor muziek (2014)
1. Symphony in C- Smurf
2. Muzieksmurf steelt de show
3. Waar een Smurf is is en wil
4. Ze Smurfen ons lied
5. Je kunt de muziek niet Smurfen
6. Een kleuterdeuntje

Blus die brand (2014)
1. Potige ridder
2. De spooksmurf
3. De smurfbrandweer
4. Brandweer smurfen

Winterreizen (2014)
1. De hoorn van overvloed
2. Schilders eigen avontuur
3. Spiegeltje aan de wand
4. Zoals het klokje thuis tikt...
5. Het kristallen keizerrijk

Alleen Smurfen (2015)
1. De schaduw van Lolsmurf
2. Dichtersmurf en Schildersmurf
3. Hippe op avontuur
4. Potige en de smurfstoel
5. Zustersmurf

Sprookjes en fabels (2015)
1. De smurfen van de ronde tafel
2. Een vliegende verrassing
3. Het klungelige geestje
4. Smurfins groene duim

Smurfins vriendinnetje, Sassette (2015)
1. Boekenwurm smurf
2. De mister smurf wedstrijd
3. Knipsel smurfen
4. Sassette
5. Sassette's tand

De guitige streken van Greintje (2015)
1. De betoverde veer
2. Dokter Kwaad en meneer Aardig
3. Het liefje van Greintje
4. Meester Greintje
5. Het wezen van Brilsmurf

De stoute streken van Gargamel (2015)
1. Gargamel stapt in het huwelijksbootje
2. De ongelooflijk krimpende tovenaar
3. Legendarische smurfen
4. Gargamels liefje

Pas op voor Gargamel (2015)
1. Gargamel de barmhartige
2. Om Gargamel een plezier te doen
3. De gevleugelde tovenaar
4. Gargamels nieuwe baan
5. Gargamels tweede jeugd

De smurfische spelen (2016)
1. De modderworstelaars
2. De smurfische spelen
3. Dol op golfen
4. Klungel aan het hoofd
5. Mopper de winnaar

De magische avonturen van de Smurfen (2017)
1. Smurf niet uit tot morgen
2. Het land van Kwijt en Terug
3. Ik was een Brillie weersmurf
4. Het geluk is met de klungels

De avonturen van Team Smurf (2017)
1. Vermenigsmurfiging
2. De Breinsmurf
3. Smurf je andere wang
4. De hele smurf en niets dan de smurf
5. De kermis-smurfen

Het Smurfenteam gaat los (2017)
1. In de ban van Gargamel
2. De wraak van de Smurfen
3. Grappig is niet altijd leuk
4. Marco en de peperpiraten

Samen sterk! (2017)
1. De honderdste Smurf
2. Trollentruffels
3. De tijdcapsule
4. Geen Smurf staat alleen